# Viaggio in Italia (saggio)
Viaggio in Italia (in tedesco Italienische Reise) è un'opera che Johann Wolfgang von Goethe scrisse tra il 1813 e il 1817 e pubblicò in due volumi, il primo dei quali uscì nel 1816 e il secondo nel 1817. I due volumi contengono il resoconto di un Grand Tour che l'autore compì in Italia tra il 3 settembre 1786 e il 18 giugno 1788. A essi se ne aggiunse un terzo, pubblicato nel 1829, sulla sua seconda visita a Roma. Il libro conta circa 700 pagine.

## Il viaggio

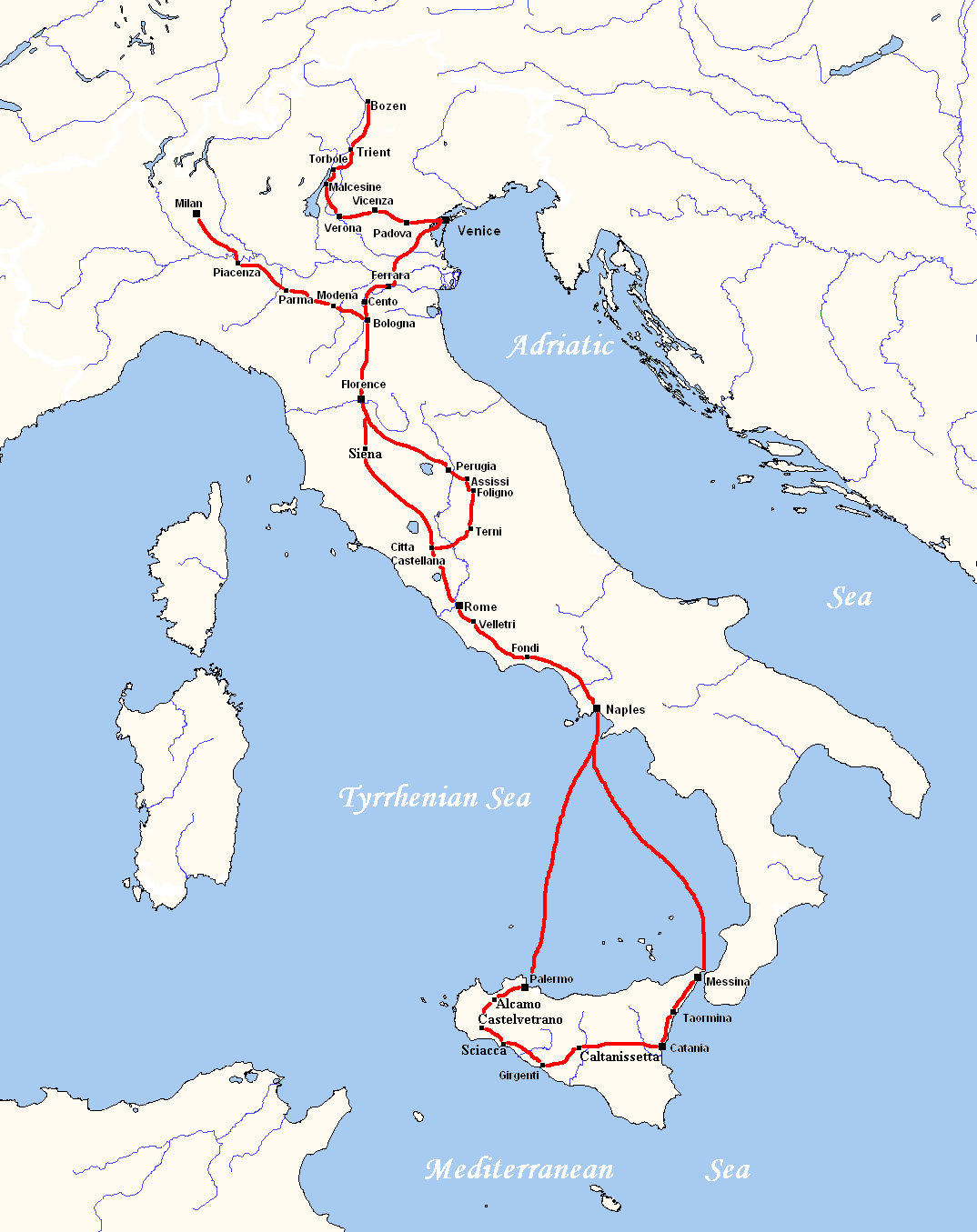
Itinerario di Goethe dal settembre 1786 al maggio 1788

### Italia settentrionale
Il 3 settembre 1786, verso le 3 del mattino, Goethe parte da Karlsbad con un passaporto falso che recava il nome di Philipp Möller, in quanto desiderava mantenere l'anonimato per poter viaggiare tranquillamente senza troppe noie. In una lettera al duca Carlo Augusto del 2 settembre 1786 scrive:
Passato il Brennero, l'11 settembre arriva a Trento, passa la notte a Rovereto che gli parve la prima città completamente italofona, quindi il 12 è a Torbole, un piccolo paese sul Lago di Garda. Il 16 arriva a Verona, dove si sofferma per osservarne con ammirazione i monumenti e le architetture, lodando soprattutto l'Arena. Tre giorni dopo è a Vicenza, dove visita le opere di Andrea Palladio (tra cui la Villa Almerico Capra), innalzando l'artista a grande maestro; nel capoluogo berico visita inoltre Villa Valmarana "Ai Nani", restando affascinato dall'opera del Tiepolo, e incontra il medico e naturalista Antonio Turra e l'architetto Ottavio Bertotti Scamozzi. Il 26 settembre è a Padova, dove acquista I quattro libri dell'architettura scritti da Palladio e visita l'Orto botanico; qui, di fronte ad una palma nana, conferma le sue ipotesi riguardanti la "pianta originaria".

### Venezia
Il 28 settembre 1786 arriva finalmente a Venezia, per lui il coronamento di un sogno. Nella Serenissima si soffermerà fino al 14 ottobre; è proprio durante questo soggiorno veneziano che Goethe vede per la prima volta il mare. Sebbene della città scrisse molte cose positive, lo scrittore criticò molto la mancanza di pulizia e la noncuranza delle autorità verso questo problema.
Mentre si reca da Padova verso Venezia percorre il Brenta in gondola per la prima volta. Nella città lagunare è felice di aver anche assistito a vari spettacoli della Commedia dell'arte.
Dopo Venezia, Goethe si reca a Ferrara, dove visita la tomba di Ludovico Ariosto in Palazzo Paradiso e il presunto luogo di prigionia di Torquato Tasso. Il 17 è a Cento, patria del pittore Guercino, che gli dà lo spunto per sottolineare l'attaccamento degli italiani alla propria patria. Il 18 notte è a Bologna, dove vede la Santa Cecilia di Raffaello, rimanendone estasiato. Quindi sale sulla Torre degli Asinelli, ammirando il panorama visibile da quell'altezza (97,2 m).

### Firenze
Il 25 ottobre è a Firenze; nella città toscana visita solo il Duomo di Santa Maria del Fiore e il Battistero di San Giovanni poiché si sofferma solo per 3 ore, smanioso di arrivare il prima possibile a Roma. Goethe dice anche di voler arrivare entro il 1º novembre nella "Caput mundi" per assistere alla festa di Ognissanti. Si reca quindi ad Assisi, dove trascura la Basilica di San Francesco, dando molta più attenzione alla chiesa di Santa Maria della Minerva, un ex tempio eretto in età augustea (si può notare qui, come già a Padova e poi a Monreale, il disinteresse di Goethe per l'arte medievale). Passa anche da Spoleto dove visita il ponte delle torri, un altro monumento antico (di epoca romana).

### Roma
A Roma, lo scrittore tedesco assiste alla festa di Ognissanti, che ai suoi occhi non appare essere grandiosa, perché, come dice egli stesso, "la Chiesa romana non ha mai gradito imponenti feste di carattere generale". Egli ha l'opportunità di girare per Roma assieme al pittore Johann Heinrich Wilhelm Tischbein, celebre per avergli fatto il ritratto bucolico nella campagna romana.
Assiste poi alla celebrazione della messa per la Commemorazione dei defunti tenuta da Papa Pio VI presso la cappella privata del Palazzo del Quirinale. Dapprima rimane estasiato di fronte alla figura del Santo Padre, ma poi, riflettendoci, rivede in sé stesso lo spirito protestante, criticando il Papa per i modi di fare troppo chiassosi; Goethe scrive nel suo diario:
(Goethe, 3 novembre 1786)
Nella stessa mattinata ha modo di conoscere la tecnica di nuovi artisti, tra i quali Carlo Maratta. Quindi ritrova la mano di Guercino, di cui ammira la Sepoltura e gloria di santa Petronilla (1623), e assiste allo spettacolo offertogli dalla Madonna di San Niccolò dei Frari di Tiziano. Dopo essersi soffermato sulla descrizione del capolavoro del veneto, Goethe vede l'Annunciazione di Guido Reni (1609) e San Giorgio e il Drago di Paris Bordone (1530). Proprio mentre sta osservando l'opera del Bordone, fa conoscenza con Heinrich Meyer. Visita le Logge di Raffaello al Vaticano. Nell'ultimo periodo di permanenza a Roma Tischbein comincia a lavorare al suo famoso ritratto sulla campagna romana.

### Napoli
Goethe arriva a Napoli insieme a Johann Heinrich Wilhelm Tischbein il 25 febbraio 1787, e vi resta fino al 29 marzo, per poi recarsi in Sicilia. Racconta di una città «libera, allegra, vivace» ma soprattutto splendida per le sue bellezze:
(Goethe, 16 marzo)

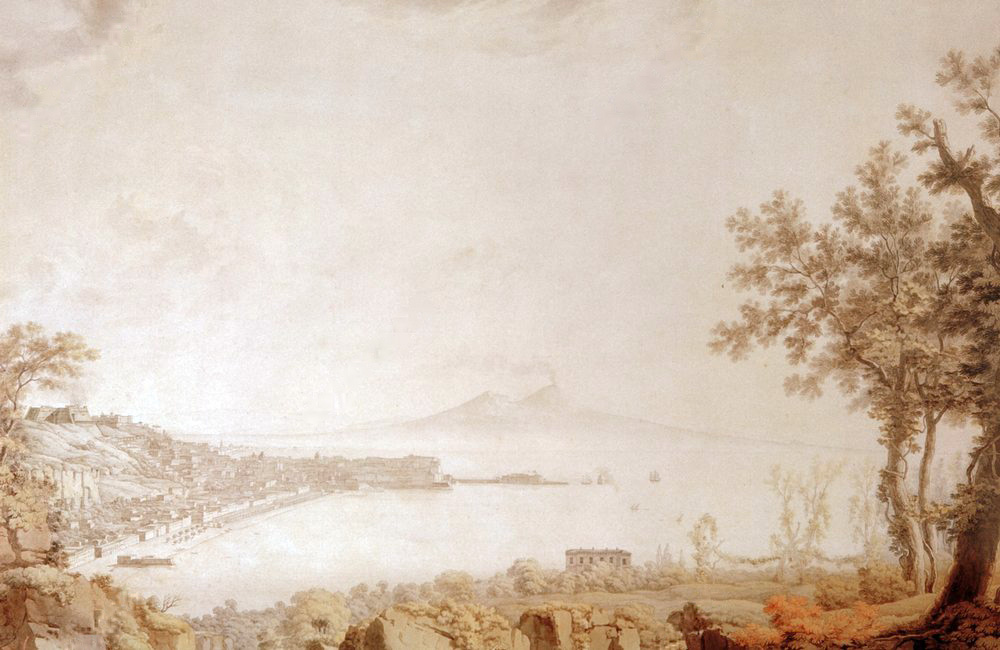
Il golfo di Napoli dal Vesuvio, di Christoph Heinrich Kniep

Durante il suo soggiorno, incontra Jakob Philipp Hackert, celebre paesaggista, e conosce Gaetano Filangieri.
Accompagnato da Federico Carlo Augusto, Principe di Waldeck si reca a Pozzuoli e dintorni (1º marzo) per visitare la solfatara e le rovine romane. Sale due volte in cima al Vesuvio: il 2 e 6 marzo. Il 5 marzo (seconda domenica di quaresima) lo dedica alla visita delle chiese di Napoli, ed ammira nella chiesa del Gesù Nuovo la cacciata di Eliodoro dal tempio affrescata da Francesco Solimena e altre opere di Luca Giordano. Visita palazzo Colubrano (palazzo Diomede Carafa) con Wilhelm Tischbein (7 marzo), nel cortile del quale ammira la scultura di una testa di cavallo in bronzo di Donatello, oggi sostituita da una copia in terracotta dopo che l'originale fu donato, nel 1809, al museo archeologico di Napoli. Visita la pinacoteca di Capodimonte (9 marzo) e assiste a spettacoli nel teatro San Carlo.
(Goethe, 27 febbraio)

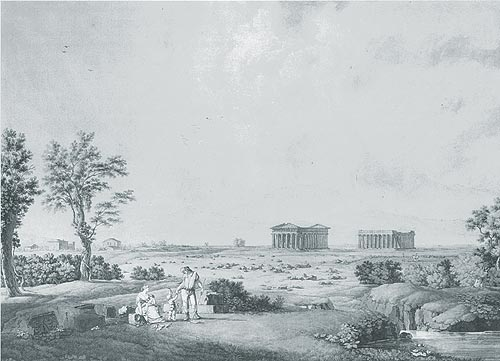
Veduta dei templi di Paestum, di Christoph Heinrich Kniep

Si reca con Tischbein a Pompei (11 marzo). Poi visita Torre Annunziata, Ercolano, Portici: nella Reggia di Portici era all'epoca allestito l'Herculanense Museum con i reperti trovati negli scavi di Ercolano e Pompei. Quindi si reca a Caserta e Sorrento. Visita Paestum accompagnato da Christoph Heinrich Kniep che, presentatogli da Tischbein, eseguirà per lui numerosi disegni e che accompagnerà Goethe in Sicilia.
(Goethe, 3 marzo)

### Sicilia
(Goethe, Viaggio in Italia, Palermo.)

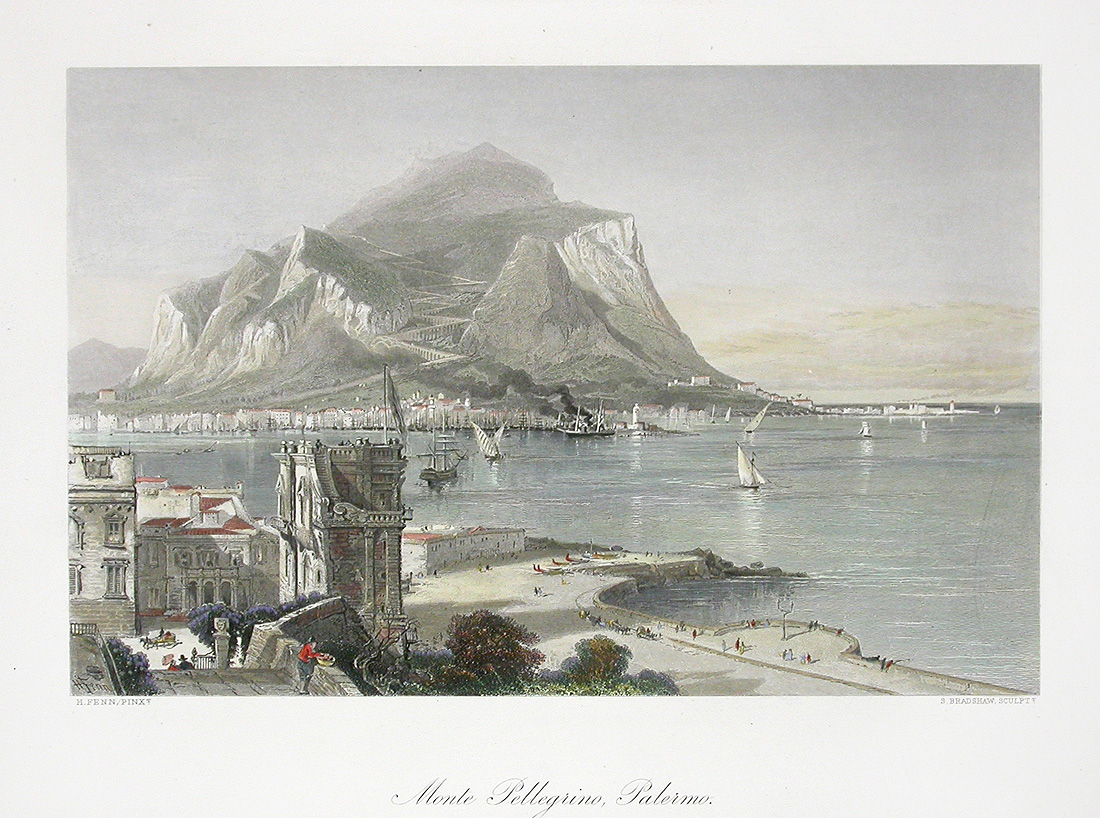
Veduta di Palermo del 1875

Viaggiare in Sicilia al tempo di Goethe era una vera avventura. L'isola non era una terra adeguata per gli stranieri, sia perché il viaggio era sempre rischioso per la propria incolumità e per le condizioni delle strade, sia per l'assenza di strutture ricettive a cui si ovviava cercando ospitalità presso nobili, nei conventi o in taverne. Egli fu il primo che affrontò uno spostamento lungo le zone interne della Sicilia, dato che i rari visitatori passavano solo dalle città principali. In questo lo scrittore fu spinto da un vero spirito di avventura e scoperta.
(5 aprile 1787)
Raggiunge via mare Palermo dove rimane colpito dalla presenza di polvere e sporcizia nelle strade. Così chiese a un bottegaio per quale ragione la spazzatura non venisse raccolta proprio come avveniva a Napoli. Il bottegaio mettendo in mostra un evidente senso del sarcasmo mostrò le scope con cui si difendevano dalla polvere e aggiunse che coloro che avrebbero dovuto pulire non potevano essere costretti, visti i vantaggi di cui godevano. Inoltre l'eventuale pulizia avrebbe mostrato le condizioni del lastrico sottostante, aggiungendo infine che quello strato morbido era gradito alla nobiltà che poteva passare senza problemi su un terreno morbido. Il 6 aprile sale sul Monte Pellegrino per visitare il Santuario di Santa Rosalia, dove rimane incantato dalla statua della santa posta dietro una fitta cancellata.

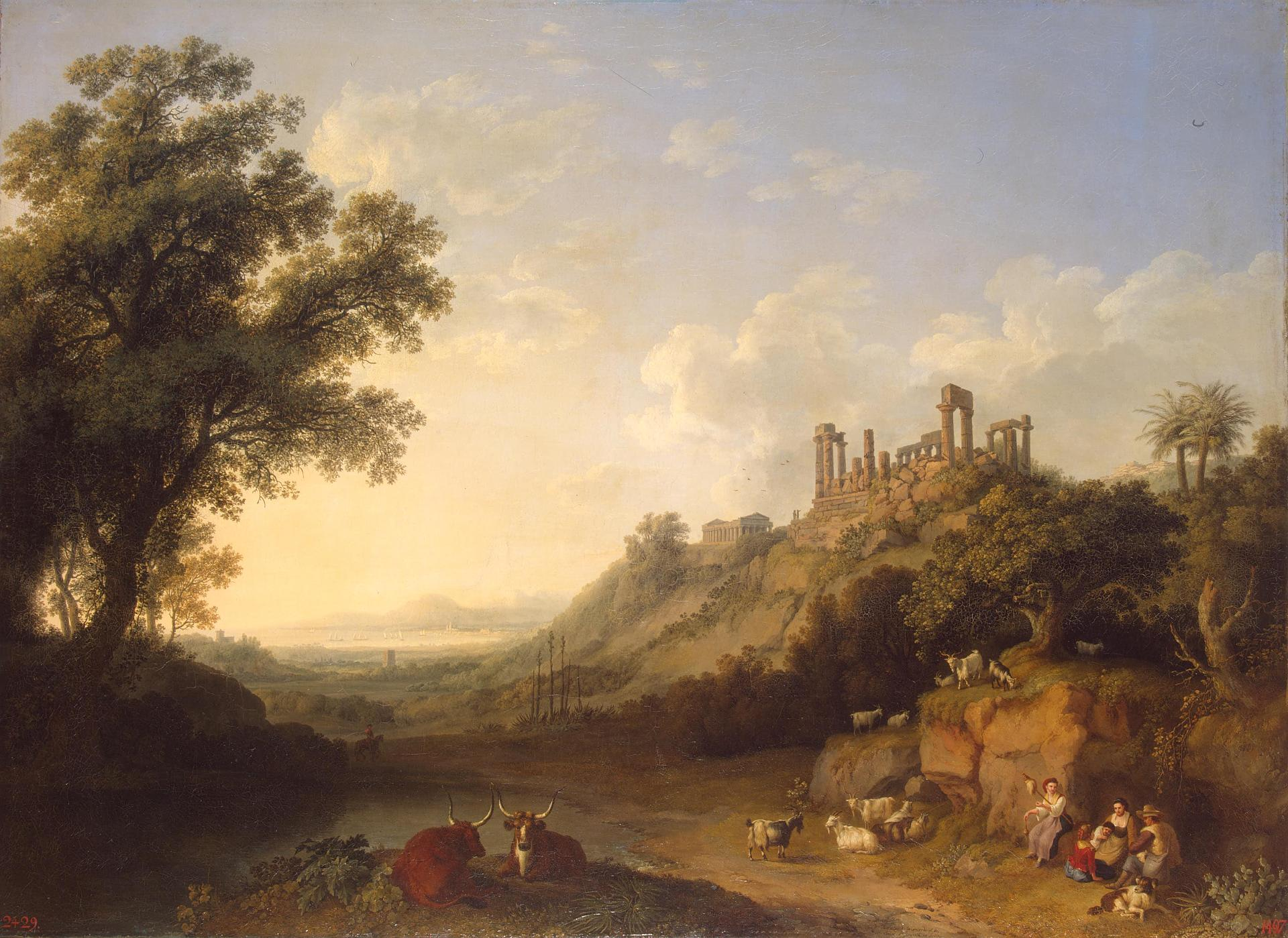
La Valle dei Templi in un dipinto del 1778 di Jakob Philipp Hackert

Il 9 aprile va a Bagheria presso la villa Palagonia rimanendone stupito per la bizzarria delle figure mostruose e lo strano gusto del proprietario. Questa visita influenzerà poi alcuni passaggi del Faust, come ne La notte di Valpurga in cui descrive una serie di mostri. Alcuni giorni dopo vedrà passare proprio il principe di Palagonia che raccoglieva denaro per finalità benefiche riscontrando l'incongruenza tra il denaro speso per la villa e quello che chiedeva agli altri. Il 10 va a Monreale ma curiosamente invece di visitare il duomo di Monreale visita il convento di S. Martino. Goethe avrà anche un importante incontro con la sorella di Cagliostro figura di cui si interesserà per le varie vicende di vita.
Poi visita il Tempio di Segesta e quindi passa da Castelvetrano e Sciacca giungendo fino ad Agrigento. Qui si sofferma nella Valle dei Templi dove osserva lo stato di rovina dei vari templi e rimane incantato dalla fertilità dei terreni a grano. Per questa ragione desidera vedere i campi che hanno dato il titolo alla Sicilia in epoca romana di granaio d'Italia, gli viene così suggerito di passare per l'entroterra saltando Siracusa (di cui afferma rimanere ben poco rispetto al suo grandioso passato). Così si dirige verso Caltanissetta dove trovano un alloggio privo di sedie e tavoli con la necessità di chiedere in prestito la cucina ad un paesano.
A Castrogiovanni (Enna) trascorre una pessima nottata che gli farà giurare di non percorrere più itinerari lontani da quelli più battuti:
(Johann Wolfgang von Goethe, Viaggio in Italia)
Giunto a Catania prende contatto con il principe Biscari per poter poi fargli visita presso il suo palazzo in cui poté ammirare la collezione presente. Incontra anche il cavaliere Gioeni da cui ottiene dei suggerimenti per poter salire sull'Etna, cosa che farà parzialmente a dorso di mulo, non potendo raggiungere la vetta per le condizioni meteorologiche. Visiterà anche Aci Trezza per vedere i faraglioni.
A Taormina visita il teatro antico ammirandone il bel panorama, definendo la località «il più grande capolavoro dell'arte e della natura». Prosegue subito dopo per Messina, dove resta per tre giorni e trova la città distrutta dal recente terremoto del 1783. Lì incontrerà il governatore. Poi approfittando di una nave in partenza si imbarca per far ritorno a Napoli, ma rischia il naufragio in prossimità di Capri a causa di una bonaccia che conduce la nave in prossimità degli scogli. Tuttavia dopo pochi giorni riesce a giungere a Napoli senza grossi problemi.

### Napoli e la questione del sud d'Europa
A Napoli torna il 13 maggio. In questo secondo soggiorno, fa visita a William Hamilton, che gli mostra la sua collezione di reperti archeologici. Tra questi individua due candelabri di probabile provenienza pompeiana, al che Hackert lo invita a tacere e a non indagare oltre sulla loro provenienza.
Approfondisce in questa seconda tappa napoletana la conoscenza gli usi e le abitudini del popolo, del quale elogia l'operosità e l'efficienza nella pulizia delle strade, a differenza di altre città che aveva visitato in precedenza. A Napoli Goethe riflette sulle differenze comportamentali e le attitudini dei popoli del nord Europa e quelli meridionali, attingendo dai comportamenti della gente comune per strada. Il 3 giugno parte alla volta di Roma. 
Durante il suo secondo soggiorno a Napoli, oltre a rivedere e aggiungere nuovi interessanti luoghi da visitare (ad esempio ha modo di vedere i famosi presepi napoletani), Goethe si sofferma in uno dei capitoli su una questione molto interessante: il rapporto tra il nord e il sud d'Europa. Nell'osservare il comportamento della gente di strada, delle classi umili e di quelle elevate del napoletano, ma anche rispetto al clima particolarmente fecondo egli formula delle considerazioni:
(28 maggio 1787)
Goethe inoltre afferma che non è vero che il meridionale tenda a lavorare di meno, dato che nessuno rimane inattivo, soprattutto tra le classi più povere. La differenza si lega al clima e alla possibilità di avere più tempo per il riposo e per il godimento, dato che le difficoltà climatiche non sono accentuate come nel nord Europa. Pertanto conclude che il giudizio applicato dai popoli del nord a quelli meridionali sia fin troppo severo e poco aderente alla realtà.

### Il secondo soggiorno romano

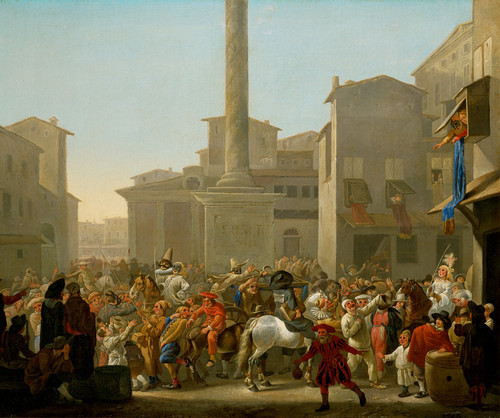
Il carnevale di Roma

Il secondo soggiorno a Roma è per Goethe particolarmente lungo. Qui avrà molto tempo per occuparsi dei suoi scritti, senza però trascurare la visita ai vari monumenti e agli incontri con eruditi e nobili dell'epoca. Particolare spazio dedica alle celebrazioni del carnevale di Roma, evento che lo affascina particolarmente.

## Tappe del viaggio di Goethe
- 3 settembre 1786 - Karlsbad in viaggio verso il Brennero
- 6 settembre - Monaco di Baviera
- 7 settembre - Mittenwald
- 8 settembre - Brennero
- 10-11 settembre - Trento
- 12 settembre - Torbole
- 16-17 settembre - Verona
- 19-25 settembre - Vicenza
- 26-27 settembre - Padova
- 28 settembre-15 ottobre - Venezia
- 16 ottobre - Ferrara
- 17 ottobre - Cento
- 18-20 ottobre - Bologna
- 21 ottobre - Loiano sugli Appennini
- 25 ottobre - Firenze, Arezzo e Perugia
- 27 ottobre - Terni, Spoleto
- 28 ottobre - Civita Castellana
- 1 novembre 1786 - 21 febbraio 1787 - Roma
- 22 febbraio - Velletri
- 23 febbraio - Terracina - Fondi
- 25 febbraio - 13 marzo - Napoli (11 marzo Pompei)
- 14-16 marzo - Caserta
- 17-29 marzo - Napoli
- 29 marzo - 2 aprile - Traversata tirrenica
- 2-17 aprile - Palermo (9 aprile Bagheria, 10 aprile Monreale)
- 18-19 aprile - Alcamo
- 20 aprile - Segesta
- 21 aprile - Castelvetrano
- 22 aprile - Sciacca
- 23-27 aprile - Agrigento
- 28 aprile - Caltanissetta
- 29 aprile - Castrogiovanni
- 2-6 maggio - Catania (4 maggio Aci Castello, 5 maggio Etna)
- 7 maggio - Taormina
- 10-13 maggio - Messina
- 13-17 maggio - Traversata tirrenica
- 17 maggio - 3 giugno - Napoli
- 6 giugno - Roma (Frascati)

## Conseguenze del viaggio
(Johann Wolfgang von Goethe)
Il viaggio in Italia consentì a Goethe di compiere «il passaggio definitivo da una visione soggettivistica e passionale a una visione oggettiva e serena della realtà», al punto che, secondo Pareyson, l'esperienza estetica maturata dal poeta tedesco divenne da allora inseparabile da quella scientifica e filosofica.
Sarà infatti proprio di ritorno dal viaggio che Goethe inizierà a dedicarsi con slancio allo studio scientifico della natura, andando oltre le ristrettezze materialistiche degli scienziati del suo tempo, limitate a una concezione meramente meccanicista dei fenomeni, producendo opere di spessore come la Metamorfosi delle piante e la Teoria dei colori.
Per Goethe, infatti, l'artista è veramente scienziato, perché lungi dal seguire un caos sconnesso di sentimenti, riesce a penetrare l'ordine intimo delle leggi naturali e a renderlo esplicito.

## Traduzioni italiane
- trad. Augusto di Cossilla, Milano, Manini, 1875
- trad. Giacomo Schwarz, Genova, Donath, 1895; Torino, Rosenberg & Sellier, 1915
- trad. Alessandro Tomei, Roma, Officina Poligrafica Italiana-Franck, 1905; Roma, Frank, 1910
- trad. Eugenio Zaniboni, 2 voll., Firenze, Sansoni, 1924; Milano, BUR, 1991
- trad. Giacomo Perticone e Maria De Vincolis, Lanciano, Carabba, 1924 [scelta]
- trad. Luigi di San Giusto, Torino, Paravia, 1925
- trad. Susanna Gugenheim, Messina-Roma, Principato, 1924 [scelta]
- trad. R. Pisaneschi e Alberto Spaini, Palermo, Ind. Riunite Edit. Tip. Siciliane, 1926
- trad. Antonio Masini, Torino, SEI, 1927; Salani, 1932-1965
- a cura di Arturo Farinelli, 2 voll., Reale Accademia d'Italia, Roma 1933
- trad. Aldo Oberdorfer, Firenze, Vallecchi, 1955; Novara, De Agostini, 1982 [escluso il secondo viaggio a Roma]
- a cura di Giuliana Parisi Tedeschi, Babuino, Roma 1965
- trad. e cura di Giovanni Vittorio Amoretti, Torino, UTET, 1965
- trad. Iolanda Dilena, introduzione di Gioacchino Grasso, Calderini, Bologna 1971
- trad. e cura di Emilio Castellani, Prefazione di Roberto Fertonani, Collezione I Meridiani, Milano, Mondadori, 1983, ISBN 978-88-04-22981-0